# استیوارت (مینه‌سوتا)
استیوارت، مینه‌سوتا (به انگلیسی: Stewart, Minnesota) یک شهر در ایالات متحده آمریکا است که در شهرستان مک‌لئود، مینه‌سوتا واقع شده‌است.

## خصوصیات
استیوارت ۲٫۱۰ کیلومترمربع مساحت و ۵۷۱ نفر جمعیت دارد و ۳۲۵ متر بالاتر از سطح دریا واقع شده‌است.